# Chiesa di San Biagio (Cinto Caomaggiore)
La chiesa di San Biagio è la parrocchiale di Cinto Caomaggiore, in città metropolitana di Venezia e diocesi di Concordia-Pordenone; fa parte della forania del Portogruarese.

## Storia
La prima citazione della pieve di Cinto, di antiche origini, è contenuta nella bolla di Papa Urbano III del 1186.
Nel Quattrocento la parrocchiale venne riedificata, per poi essere interessata da un intervento di rimaneggiamento nel XIX secolo.
La facciata originaria, in stile palladiano e con un grande timpano semicircolare come coronamento, crollò nel 1937 e fu poi ricostruita in stile neoclassico su disegno dell'architetto friulano Leo Girolami; nel 1980, in ossequio alle norme postconciliari, si provvide a dotare la chiesa di un nuovo altare rivolto verso l'assemblea, che è abbellito da due statue lignee rivestite di porporina. 

## Descrizione

### Esterno
La facciata a salienti della chiesa, rivolta a sudovest, si compone di tre corpi: quello centrale presenta il portale maggiore timpanato ed è scandito da quattro colonne con capitelli d'ordine composito sorreggenti la trabeazione, su cui si legge la scritta "DOM et S. Blasio Ep. Mart. sacrum", e il frontone triangolare dentellato, mentre le due ali laterali, abbellite da lesene, sono caratterizzate dagli ingressi secondari.
Annesso alla parrocchiale è il campanile a base quadrata, caratterizzato da un orologio su ogni lato; la cella presenta in totale quattro bifore ed è coperta dal tetto a quattro falde.

### Interno
L'interno dell'edificio è suddiviso da pilastri sorreggenti degli archi a tutto sesto in tre navate, di cui la centrale voltata a crociera e le laterali coperte da un'alternanza tra volte a botte e a crociera; al termine dell'aula si sviluppa il presbiterio, rialzato di alcuni gradini, ospitante l'altare maggiore e chiuso dall'abside poligonale.
Qui sono conservate diverse opere di pregio, tra le quali l'organo, costruito nel 1907 dalla ditta Zanin e originariamente collocato nella chiesa di San Lorenzo a San Vito al Tagliamento, il fonte battesimale, costruito da Giovanni Antonio Pilacorte nel 1486, e la pala con soggetto la Crocifissione, dipinta probabilmente da Gregorio Lazzarini.